# دولت اورال-ولگا
دولت اورال-ولگا یا ایدل-اورال یک جمهوری متحد از تاتارها، باشقیرها و مردمان چواش بود که در کشاکش جنگ داخلی روسیه در بازهٔ زمانی کوتاهی به مرکزیت قازان تشکیل‌شد. این دولت را کوششی برای احیاء خانات قازان دانسته‌اند. اعلام وجود جمهوری اورال-ولگا در ۱۲ دسامبر ۱۹۱۷ و از سوی کنگرهٔ مسلمانان روسیه و سیبری رخ‌داد. این دولت در آوریل ۱۹۱۸ به دست ارتش سرخ فروپاشیده‌شد، ولی با یاری لژیون چکسلواکی دوباره این دولت بازساخته‌شد تا اینکه سرانجام در پایان سال ۱۹۱۸ بلشویک‌ها آن را به کل از میان بردند. رئیس دولت، صدرالدین مقصودف هم به فنلاند گریخت. 